# Solmissus albescens
Solmissus albescens is een hydroïdpoliep uit de familie Cuninidae. De poliep komt uit het geslacht Solmissus. Solmissus albescens werd in 1856 voor het eerst wetenschappelijk beschreven door Gegenbaur. 